# Hřbitov Malvazinky
Hřbitov Malvazinky, též Smíchovský hřbitov, je rozlehlý městský hřbitov v části pražské čtvrti Smíchova zvané podle někdejší usedlosti Na Malvazinkách. Byl založen roku 1876, v době po zrušení původního smíchovského hřbitova u kostela na dnešním Arbesově náměstí. Od roku 1884 také rychle se rozrůstající populace pražského předměstí již nemohla užívat uzavřený Malostranský hřbitov.

## Poloha a popis

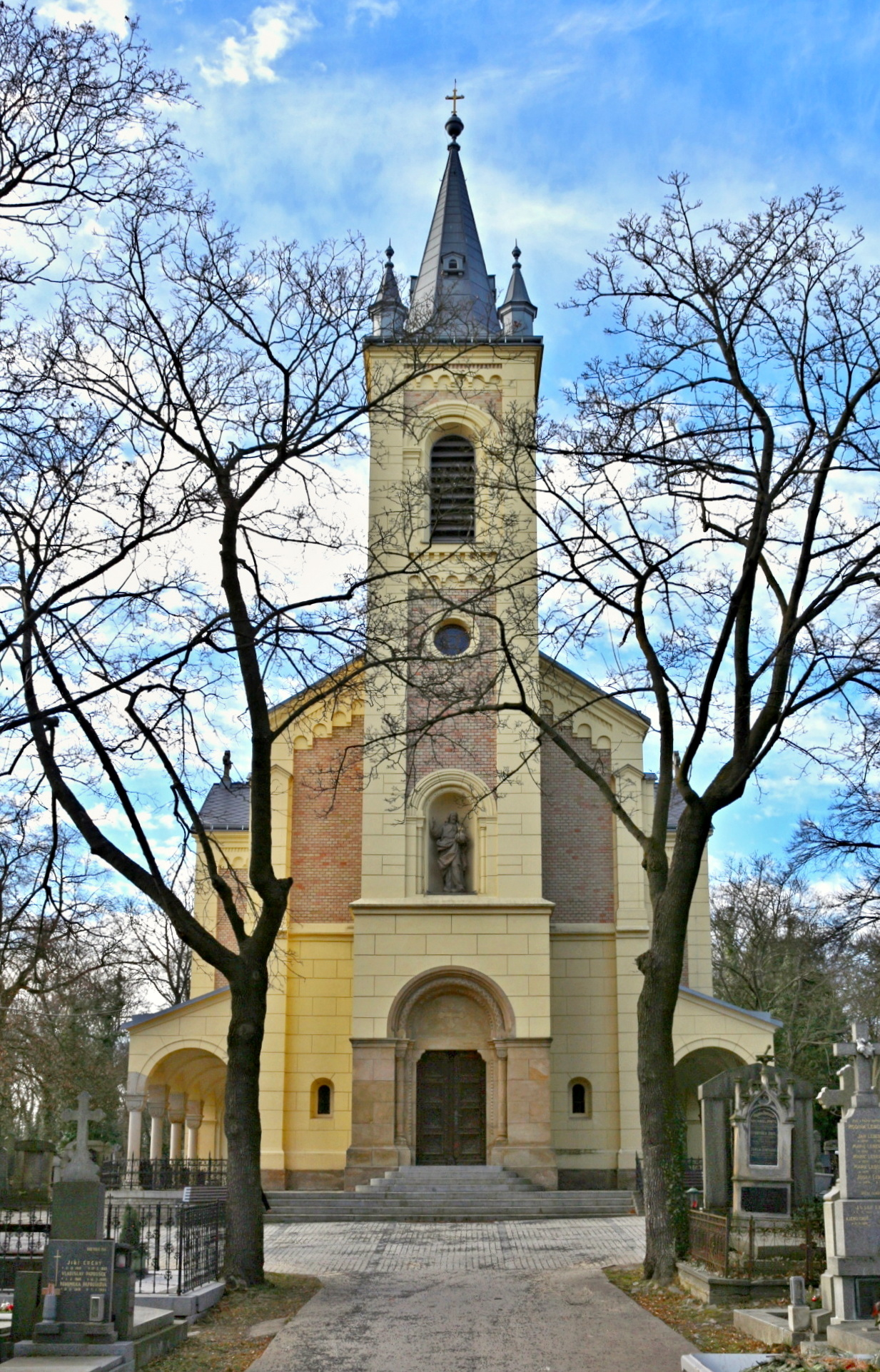
Kostel svatého Filipa a Jakuba

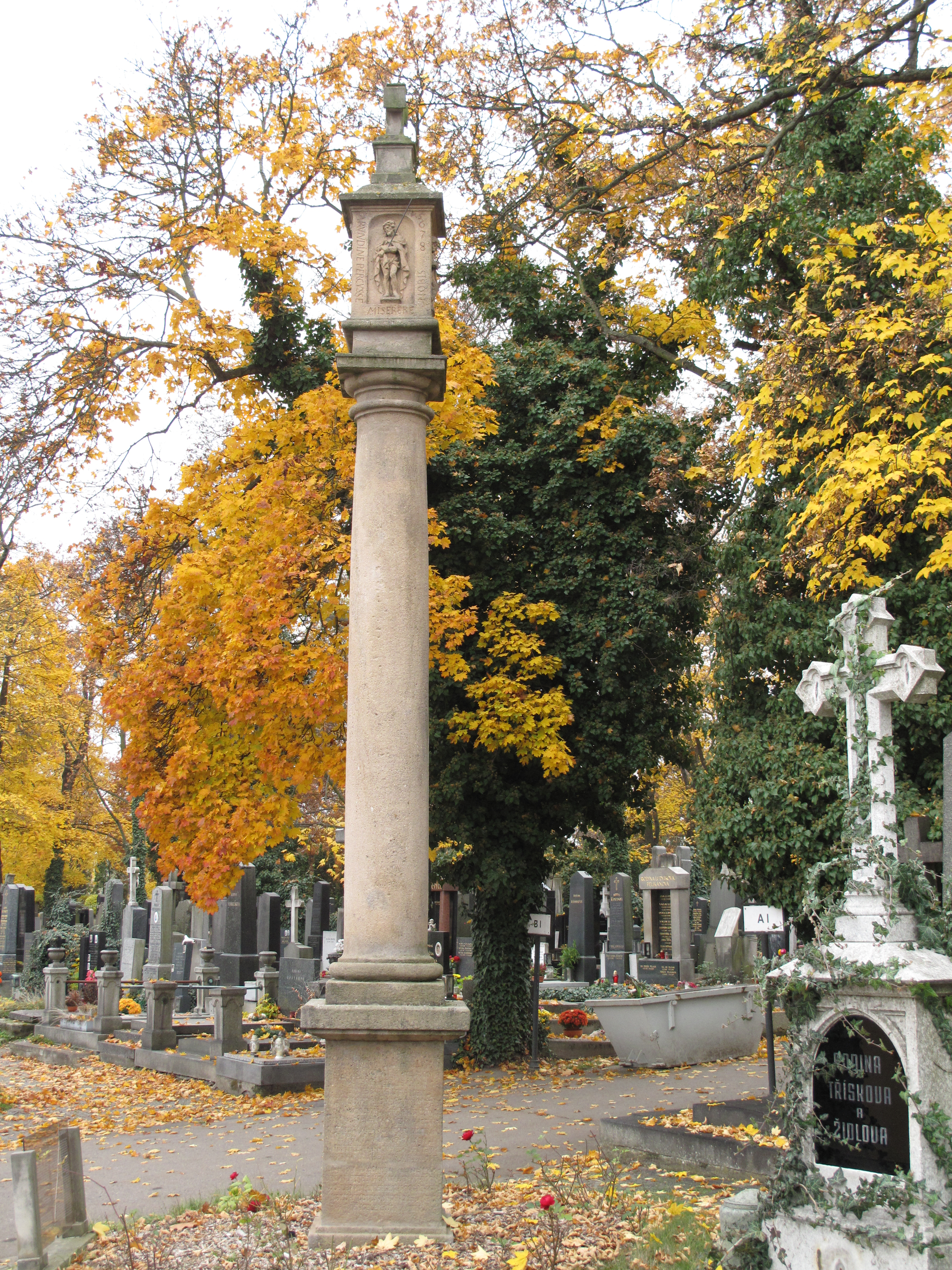
Boží muka s gnómónem (1675), přenesena ze Schwarzenberské silnice

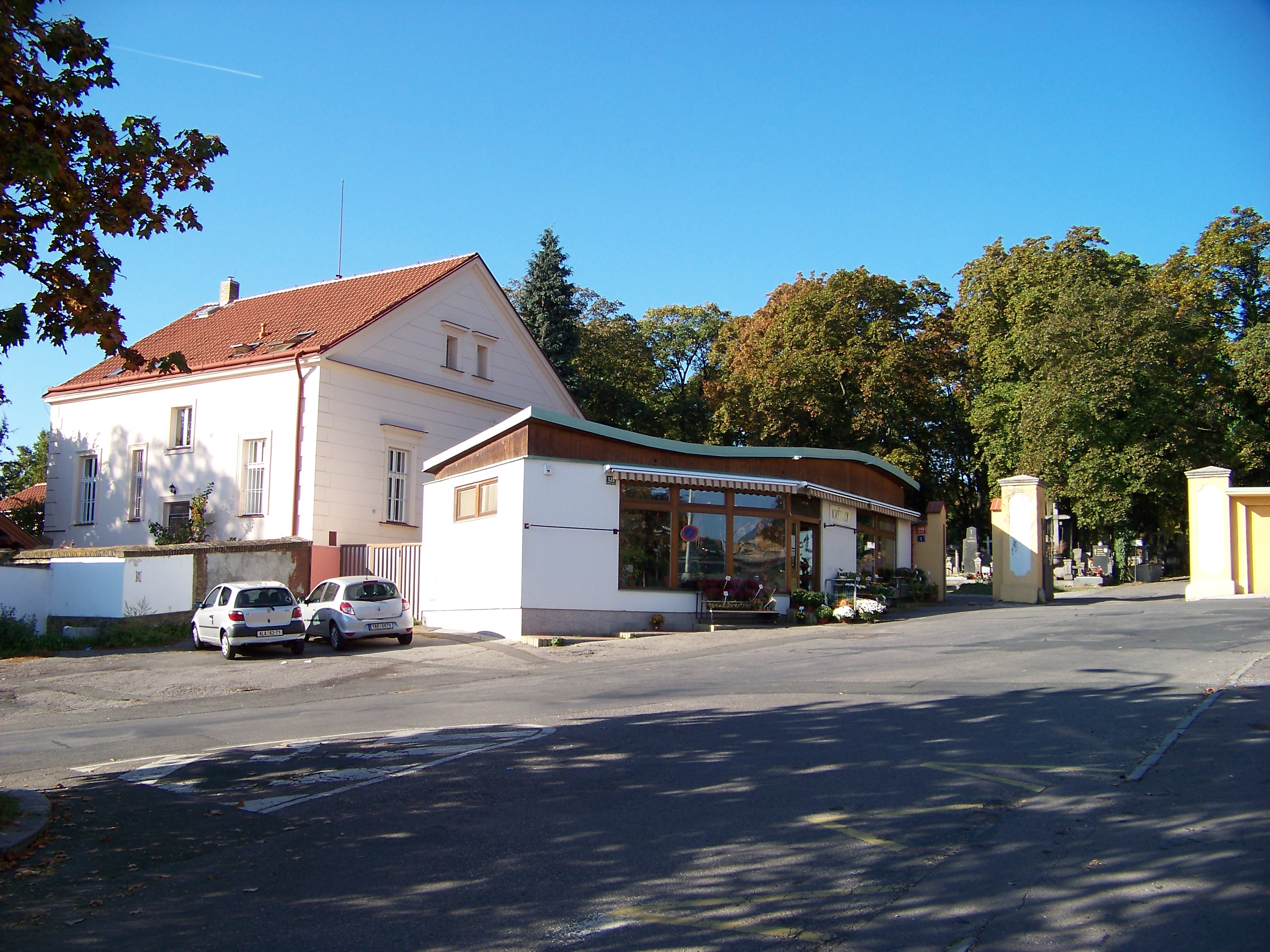
Vchod od křižovatky Na pláni – U smíchovského hřbitova – K vodojemu

Hřbitov Malvazinky leží na návrší při západním okraji pražské čtvrti Smíchov, v oblasti bývalých vinic a dnešní čtvrti Malvazinky, těsně u hranice s Radlicemi. Svou rozlohou (7,58 ha) i počtem pohřbených (54 468) patří mezi největší hřbitovy v Praze. Založen byl v roce 1876 podle návrhu Antonína Viktora Barvitia v místech, kde se nacházely hospodářské usedlosti z někdejšího odkazu malostranského měšťana Tomáše Malvazyho.
Dominantou hřbitova je novorománský kostel sv. Filipa a Jakuba, postavený v letech 1894 až 1896 podle plánů architekta Adolfa Duchoně, s využitím stavebního materiálu, 2 zvonů a tří barokních soch (Krista Spasitele nad vstupním portálem kostela, sv. Filipa a Jakuba v nikách pod arkádami) ze zbořeného smíchovského kostela týchž patronů.. Areál hřbitova s kostelem je od roku 1958 chráněn jako nemovitá kulturní památka.
Na hřbitově je pohřbeno několik desítek významných československých i českých osobností.

## Popis hřbitova
Na hřbitově se nachází 8 420 hrobů a dalších 680 urnových hrobů. Vedle toho je v areálu hřbitova ještě 12 kaplových hrobek. K rozptylu slouží dvě rozptylové loučky. Hřbitov spravuje příspěvková organizace Hřbitovy a pohřební služby hl. m. Prahy, Hřbitovní správa Malvazinky a Bubeneč.

## Pohřbené osobnosti
- československý prezident Antonín Novotný
- český šlechtic a vlastenec Václav Robert z Kounic a jeho manželka, herečka Josefína Čermáková
- zemský prezident pro Zemi Českou Hugo Kubát
- spisovatelé Jakub Arbes, Ondřej Sekora, Hermann Ungar, Jiří Karásek ze Lvovic, Vladislav Forejt, Jiří Gruša a Vilém Hejl,Václav Hess
- filosofové Ladislav Klíma, Milan Machovec, Egon Bondy, Jiří Němec
- architekt a stavitel František Weyr
- fotograf Oldřich Škácha
- divadelní režisér Petr Lébl
- scénograf a spolutvůrce Laterny magiky Josef Svoboda
- filmoví režiséři František Vláčil a Václav Kubásek
- herci Ferenc Futurista, Eman Fiala, Karel Hradilák, Vladimír Smíchovský, Soběslav Sejk, Oto Ševčík a Miloš Nedbal
- herečky Milada Gampeová, Antonie Nedošinská a Jiřina Třebická
- operní pěvci Jiří Huml, Bedřich Plaške a operní pěvkyně Božena Kozlíková
- lékaři Jan Janský, Karel Chodounský
- sportovci: gymnasta Alois Hudec, fotbalista František Veselý, atlet (110 m překážek) a trenér Milan Tošnar, automobiloví závodníci František Kůrka a Bohumil Turek
- kněz, první smíchovský arciděkan Jan Křtitel Pauly
- biskup Kajetán Matoušek
- evangelický teolog a historik Gustav Adolf Skalský
- hudebník ze skupiny The Plastic People of the Universe Milan Hlavsa
- básníci Milan Koch a Ladislav Landa
- tiskař a nakladatel – rodina Neubertova
- hudební skladatel Karel Weis
- historik a vysokoškolský pedagog Josef Matoušek[7]
- historik, vysokoškolský pedagog a člen protinacistického odboje Vladimír Juřík
- skaut, právník a člen protinacistického odboje Antonín Žlábek
- malíř Vojtěch Kubašta
- sochař Čeněk Vosmík
- podnikatel Josef Walter
- historička baletu a pedagožka dějin baletu na AMU Božena Brodská
- historikové umění Růžena Vacková, Emanuel Poche a Libuše Urešová
- vynálezce Ivan Puluj
- astronom a matematik Jiří Kaván
- klavírista, hudební skladatel a aranžér Rudolf Rokl
- dirigent a hudební skladatel Štěpán Koníček
- zpěvák Karel Gott[8]
- armádní generál Alois Podhajský
- zpěvačka Eva Pilarová[9]
- klavírista, hudební skladatel a pedagog Jindřich Kàan z Albestů
- šoumen a zpěvák Daniel Nekonečný
- moderátor Vlado Štancel
- malíř a ilustrátor Robert Schlosser
- malíř Otto Peters

## Další památky
- Kříž s korpusem Ukřižovaného Krista
- Boží muka s gnómónem – šest metrů vysoký barokní sloup s reliéfy Božích muk, nápisy a letopočtem 1675 na vrcholu; na základové desce má vytesán pamětní zápis o povodni z roku 1737. Stával na smíchovské Schwarzenberské silnici před domem čp. 193 a sloužil také jako gnómón – sluneční hodiny. Na Malvazinecký hřbitov byl přenesen po zboření domu před rozšířením komunikace na Nádražní ulici, aby nepřekážel provozu.

## Odraz v kultuře
- Dva bývalí zaměstnanci hřbitova – Jakub Sejkora a Josef Jeřábek – založili hudební uskupení Pláče kočka a debutové album této skupiny se jmenovalo Malvazinky a obsahovalo také písně inspirované tímto hřbitovem.

- Poesiomat – 30. června 2021 byl na hřbitově uveden druhý poesiomat v Praze, který je z dílny Ondřeje Kobzy. Připomíná mimo jiné básníky, kteří jsou zde pohřbení.